# Juha Widing
Juha Markku Widing (* 4. Juli 1947 in Oulu, Finnland; † 30. Dezember 1984 in Kelowna, British Columbia, Kanada) war ein schwedischer Eishockeyspieler, der im Verlauf seiner aktiven Karriere zwischen 1963 und 1978 unter anderem 583 Spiele für die New York Rangers, Los Angeles Kings und Cleveland Barons in der National Hockey League (NHL) sowie 76 weitere für die Edmonton Oilers in der World Hockey Association (WHA) auf der Position des Centers bestritten hat. Widing, der den Großteil seiner Karriere bei den Los Angeles Kings verbrachte, war nach Albert Pudas und Pentti Lund der dritte in Finnland geborene Spieler, der in der NHL aktiv war. Er gilt als Wegbereiter zahlreicher schwedischer Spieler, die nach ihm den Weg in die NHL fanden.

## Karriere
Widing wurde als Sohn einer Finnin im finnischen Oulu geboren, sein Stiefvater war Finnlandschwede. Im Alter von vier Jahren wanderte die Familie mit ihrem Sprössling Anfang der 1950er-Jahre nach Schweden aus und ließ sich zunächst in Degerfors nieder. Später zog die Familie nach Grums, wo Juha Widing zeitweise in der Nachwuchsabteilung des Eishockeyklubs Grums IK spielte, ehe ein erneuter Umzug in die Hauptstadt Göteborg erfolgte. Dort war Widing im Nachwuchs des Gais HK aktiv. Bereits im Alter von 16 Jahren debütierte er dort in der Profimannschaft, die am Spielbetrieb der Division 2 teilnahm. In 18 Saisoneinsätzen erzielte der Stürmer dabei zwölf Tore.
Im Jahr 1964 erhielt der Teenager überraschend ein Vertragsangebot aus Nordamerika, woraufhin er ins kanadische Brandon in der Provinz Manitoba zog. Seine Leistungen hatten das Interesse von Jake Milford geweckt, der als Funktionär beim Juniorenteam der Brandon Wheat Kings tätig war. Mit der Verpflichtung Widings, der den Kontakt nach Kanada über einen englischsprechenden Mitspieler aus dem Göteborger Kader aufrechterhielt, gehörten die Wheat Kings in den folgenden Jahren zu den besten Mannschaften der Saskatchewan Junior Hockey League (SJHL) und Manitoba Junior Hockey League (MJHL), in der das Team nach zweijähriger Zugehörigkeit zur SJHL ab 1967 wieder spielte. Gemeinsam mit dem in Brandon geborenen Talent Bill Fairbairn bildete der Schwede für diese drei Jahre ein gut harmonierendes Angriffsduo. Im Verlauf seiner Juniorenkarriere sammelte Widing in der SJHL und MJHL in 167 Einsätzen insgesamt 341 Scorerpunkte, davon alleine 144 in 43 Saisonspielen des Spieljahres 1966/67. Am Saisonende fanden sich sowohl Widing als auch Fairbairn, der in 55 Spielen 142-mal gepunktet hatte, im Second All-Star Team der MJHL wieder. Anschließend nahmen beide als Leihspieler mit den Port Arthur Marrs, dem Meister und Qualifikanten aus der Thunder Bay Junior A Hockey League (TBJHL), am prestigeträchtigen Memorial Cup teil.
Nach Spielzeit wurde das Duo Widing/Fairbairn, das unter dem Namen „The Brandon Bashers Express“ firmierte, von den New York Rangers aus der National Hockey League (NHL) verpflichtet. Sie schickten die beiden Nachwuchsspieler allerdings zunächst in ihr Farmteam, den Omaha Knights, aus der Central Professional Hockey League (CPHL). Dort waren die beiden in den Spielzeiten 1967/68 und 1968/69 aktiv und schafften es 1969 abermals gemeinsam ins Second All-Star Team der nun lediglich noch Central Hockey League (CHL) genannten Liga berufen zu werden. Mit Beginn der Saison 1969/70 standen Widing und Fairbairn im NHL-Kader der New York Rangers, wo sich ihre Wege im Februar 1970 nach fast sechs Jahren trennten, als der schwedische Stürmer gemeinsam mit Réal Lemieux an die Los Angeles Kings abgegeben wurde. Im Gegenzug transferierte Los Angeles Ted Irvine zu den Rangers.
Bei den Kings etablierte sich der 23-Jährige mit Beginn der Saison 1970/71 in der NHL und galt zu diesem frühen Zeitpunkt bereits als einer der besten und schnellsten Schlittschuhläufer der gesamten Liga. Er bildete in den folgenden Jahren eine Angriffsreihe mit Bob Berry und Mike Corrigan, die sogenannte „Hot Line“, und sammelte in seinem ersten kompletten Jahr in der Liga 65 Punkte in 78 Einsätzen. Auch in den folgenden vier Spielzeiten erreichte der Angreifer stets über 50 Scorerpunkte, wobei er in der Saison 1972/73 mit 70 Punkten einen persönlichen Karrierebestwert aufstellte. Mit Beginn der Spielzeit 1975/76 nahm Widings Punktausbeute jedoch rapide ab, sodass er zwischen Oktober 1975 und Januar 1977 in 114 Einsätzen nur weitere 33 Torbeteiligungen aufweisen konnte. Er wurde schließlich im Verlauf der Saison 1976/77 an das im Herbst 1976 im Bundesstaat Ohio installierte Franchise der Cleveland Barons abgegeben. Dorthin war auch sein Teamkollege Gary Edwards gewechselt, während Jim Moxey und Gary Simmons von Cleveland nach Los Angeles gingen. Bei den Barons beendete der Offensivspieler die Saison mit 14 Punkten in 29 Einsätzen.
Nach der Saison verließ Widing die NHL und wechselte als Free Agent zu den Edmonton Oilers, die zu dieser Zeit am Spielbetrieb der mit der NHL konkurrierenden World Hockey Association (WHA) teilnahmen. In Diensten der Oilers fand der Stürmer seine Offensivqualitäten wieder und punktete in 71 Spielen 42-mal. Als die Oilers ihn im Juni 1978 in einem Tauschgeschäft für Bill Goldsworthy zum Ligakonkurrenten Indianapolis Racers schickten, beendete Widing im Alter von 31 Jahren seine aktive Karriere, da er seiner sechsköpfigen Familie einen weiteren Umzug ersparen wollte. Nach einiger Zeit im Ruhestand erwarb Widing im Jahr 1982 eine Ranch in Winfield nahe Kelowna in der kanadischen Provinz British Columbia und ließ sich dort nieder, da das dortige Klima als besser für seine chronischen Gelenk- und Rückenschmerzen galt. Dennoch verschlechterte sich sein Gesundheitszustand in den folgenden Jahren erheblich, sodass er im Dezember 1984 nach einem kurzen Krankenhausaufenthalt im Alter von nur 37 Jahren an einem Herzinfarkt in Kelowna verstarb. Er hinterließ seine Ehefrau und vier Söhne.

### International
Auf internationaler Bühne vertrat Widing die schwedische Nationalmannschaft beim erstmals ausgetragenen Canada Cup 1976. Dabei erreichte er in den fünf Turnierspielen zwei Scorerpunkte, wobei er seinen einzigen Treffer im ersten Turnierspiele gegen die USA zur zwischenzeitlichen 4:0-Führung erzielte. Die Schweden belegten am Turnierende den vierten Platz.

## Erfolge und Auszeichnungen
- 1967 MJHL Second All-Star Team
- 1969 CHL Second All-Star Team

## Karrierestatistik

### International
Vertrat Schweden bei:
- Canada Cup 1976

(Legende zur Spielerstatistik: Sp oder GP = absolvierte Spiele; T oder G = erzielte Tore; V oder A = erzielte Assists; Pkt oder Pts = erzielte Scorerpunkte; SM oder PIM = erhaltene Strafminuten; +/− = Plus/Minus-Bilanz; PP = erzielte Überzahltore; SH = erzielte Unterzahltore; GW = erzielte Siegtore; 1 Play-downs/Relegation; Kursiv: Statistik nicht vollständig)